# Sutlej Motors
Sutlej Motors Limited — индийская компания, производящая автобусы под маркой Sutlej. Производит все типы автобусов: городские, пригородные, междугородные, туристические, школьные.
Флагманом компании является двухэтажный 24-тонный туристический автобус из серии Lexia,длиной 11,3 метра.
S 400 — междугородный автобус на шасси TATA, с 44 сиденьями.
City Bus — городской автобус с двигателем MAN (260 л.с.).
Для внутреннего рынка Sutlej использует шасси TATA, для более дорогих экспортных моделей—MAN,Scania,Volvo и других известных производителей Европы и Японии.